# Verhandlungsgruppe
Die Verhandlungsgruppe (VG) ist eine Spezialeinheit der Polizei. In Deutschland verfügen die Polizeien aller Bundesländer sowie der Bund (Bundeskriminalamt) über eine oder mehrere Verhandlungsgruppen. Auch in Österreich kann die Polizei auf mehrere Verhandlungsgruppen zurückgreifen.

## Deutschland
Bis 1971 war in Deutschland die Geiselnahme in Geldinstituten ein unbekanntes Delikt. Diese Straftaten waren Auslöser für den Aufbau von Verhandlungsgruppen. Sie führen Verhandlungen mit dem Täter, um diesen zur Aufgabe zu bewegen, oder unterstützt andere Kräfte bei der Lagelösung.
Die Mitglieder einer Verhandlungsgruppe sind in der Gesprächsführung und Psychologie speziell ausgebildete und intensiv trainierte Polizeivollzugsbeamte. Für sie ist es unabdingbar, sich in die möglichen Handlungsweisen des Gegenübers hineinversetzen zu können. Diese Einschätzung dient dem Einsatzleiter als Grundlage für Entscheidungen.
In den VG finden nur Polizeibeamte Verwendung, die bereits Erfahrungen im Polizeidienst gesammelt haben. In einigen Bundesländern wird die Tätigkeit in der Verhandlungsgruppe im Nebenamt wahrgenommen.
Das Einsatzgebiet der Verhandlungsgruppen umfasst heute folgende Einsatzlagen:
Bedrohungslage, Verbarrikadierung, Suizidversuch, Entführung, Geiselnahme sowie Erpressung.
Neben den Verhandlungen mit Straftätern betreuen Mitglieder von Verhandlungsgruppen in solchen Lagen die Opfer sowie deren Angehörige. Die Verhandlungsgruppe kann immer dann eingesetzt werden, wenn Menschen sich zumindest temporär in einer psychischen Ausnahmesituation befinden.
Alle diese Tätigkeiten werden also in der Regel nicht von Psychologen wahrgenommen, wie immer wieder irreführend in den Medien berichtet oder auch in Kriminalfilmen dargestellt wird. Psychologen können jedoch als beratende Mitglieder (Mental Health Consultants)  in Verhandlungsgruppen tätig sein.
Die Verhandlungsgruppe arbeitet zum Teil mit dem Spezialeinsatzkommando (SEK) zusammen. In einigen Bundesländern (z. B. Hessen, Nordrhein-Westfalen und Thüringen) sind Verhandlungsgruppe, SEK und das Mobile Einsatzkommando in einer übergeordneten Dienststelle Spezialeinheiten zusammengefasst.

## Österreich
Die Verhandlungsgruppen wurden in Österreich ab dem Jahr 1989 bei den damaligen Landesgendarmeriekommanden eingerichtet und bestehen heute bei den Landespolizeidirektionen fort. Aktuell bestehen fünf Verhandlungsgruppen, die bei entsprechendem Bedarf angefordert werden können. Eine Verhandlungsgruppe besteht aus durchschnittlich 20 Personen, die diese Tätigkeit neben ihrer Tätigkeit als Exekutivbedienstete ausüben.

## Vereinigte Staaten
In den Vereinigten Staaten wurde zunächst 1973 beim New York City Police Department ein Hostage Negotiation Team aufgestellt. Später hielten solche Teams auch bei anderen Polizeidepartments und auch beim Federal Bureau of Investigation Einzug.